# Новоалексеевка (Приморски район)
Вижте пояснителната страница за други значения на Новоалексеевка.
Новоалексеевка (на украински: Новоолексіївка, на руски: Новоалексеевка) е село в Украйна, разположено в Приморски район, Запорожка област. През 2001 година населението му е 687 души.